# Josef Kožoušek (mladší)
Josef Kožoušek (15. srpna 1913, Biskupice – 28.  března 1988, Praha) byl strojní inženýr a profesor, děkan Odboru strojního a elektrotechnického inženýrství Slovenské vysoké školy technické v Bratislavě, rektor Vysoké školy strojní a textilní v Liberci a Českého vysokého učení technického v Praze.
Kožouškovým otcem byl Josef Kožoušek, profesor na české technice v Brně.
Po maturitě na reálce v Brně roku 1930 studoval na České vysoké škole technické, studia ukončil roku 1935. O rok později obhájil doktorskou práci. V té době pracoval ve Škodových závodech. V letech 1938–1944 byl zaměstnán u firmy Walter v Jinonicích.
Po válce byl povolán na Slovenskou vysokou školu technickou v Bratislavě jako (nejprve mimořádný) profesor pro obor spalovací motory, kde pracoval do roku 1953; ve školním roce 1947/48 vykonával funkci děkana Odboru strojního a elektrotechnického inženýrství SVŠT. Pak přešel na vznikající Vysokou školu strojní a textilní v Liberci, kde po celou dobu své činnosti zastával funkci rektora. Zde také vedl Katedru všeobecného strojnictví, později Katedru pístových strojů. Od roku 1961 působil na ČVUT v Praze, jehož byl rektorem v letech 1962–1968. V letech 1966–1980 byl vedoucím Katedry automobilů, spalovacích motorů a kolejových vozidel. V letech 1970–1973 byl proděkanem Fakulty strojní ČVUT. Je autorem několika publikací.